# Tala (música india)

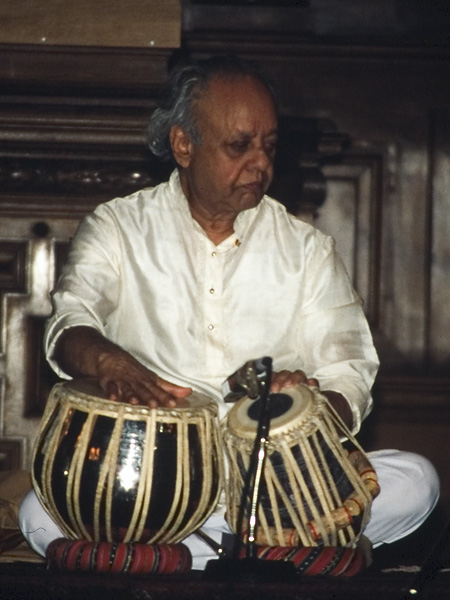
Alla Rakha, un virtuoso de la tabla, un instrumento indostaní de percusión.

La palabra tala, tal, taal o taala se refiere al sistema de ritmo en la música de la India. Tal significa literalmente palmada. 
Los talas son los ciclos rítmicos de una raga. 

## Tala en la música carnática
Según el sistema Suladi Sapta Tāla (existen otros sistemas como Chapu Tāla, Chanda Tāla  y Melakarta Tāla), en la música carnática hay 35 combinaciones rítmicas básicas (talam).
Valor de símbolos: 
Laghu: I = 3, 4, 5, 7, 9 jathi    
Dhrutam: 0 = 2     
Anudhrutam: U = 1
| Tala    | Notación anga | Tisra jathi (3) | Chatusra jathi (4) | Khanda jathi (5) | Misra jathi (7) | Sankeerna jathi (9) |
| Dhruva  | lOll          | 11              | 14                 | 17               | 23              | 29                  |
| Matya   | lOl           | 8               | 10                 | 12               | 16              | 20                  |
| Rupaka  | Ol            | 5               | 6                  | 7                | 9               | 11                  |
| Jhampa  | lUO           | 6               | 7                  | 8                | 10              | 12                  |
| Triputa | lOO           | 7               | 8                  | 9                | 11              | 13                  |
| Ata     | llOO          | 10              | 12                 | 14               | 18              | 22                  |
| Eka     | l             | 3               | 4                  | 5                | 7               | 9                   |

Ejemplos:
chatusra jathi triputa talam (adi talam) = 4 + 2 + 2

Se busca el jathi llamado chatusra, que da el número 4. 
Se busca la familia triputa, que da la notación  lOO.
Al sustituir los valores se obtiene la combinación rítmica: 4 + 2 + 2 (un total de 8 golpes).

khanda jathi jampa talam = 5 + 1 + 2
thisra jathi mathiya talam = 3 + 2 + 3

## Tala en la música clásica indostaní
En la música clásica indostaní existen talas con rango desde 3 golpes en un ciclo hasta 108 golpes en un ciclo. Los talas más populares son los que tienen 5, 6, 7, 8, 10, 12, 14 y 16 golpes en un ciclo. Los ciclos de 9, 11, 13, 15, 17, y 19 golpes son menos usados.
La división de los talas debido a sus acentos, les dan su nombre. Mientras hay talas que tienen el mismo número de golpes, interfieren entre sí porque sus acentos no son iguales. Por ejemplo, el tala  "Dhamar" tiene 14 golpes en el ciclo, pero por sus acentos, está dividido en 5+5+4; el "Ada Chautal" tiene el mismo número de golpes, pero está dividido en 2+4+4+4 y el tala "Chanchar" está dividido en 3+4+3+4.
Matra es cada golpe, vibhag es la agrupación de matras y avartan es un ciclo.

Por ejemplo, la siguiente serie de golpes: 5 5 4 5 5 4, 

tiene 28 matras, 6 vibhags y 2 avartans, siendo el tala "Dhamar".

La siguiente serie de golpes: 5 5 4, 

tiene 14 matras, 3 vibhags y 1 avartan, siendo el tala "Dhamar".